# 黄晓庆
黄晓庆（约1960年—），企業家、连续创业者、，达闼科技创始人兼CEO。曾在美国贝尔实验室任职，历任美国UT斯达康公司高级副总裁兼首席技术官及中国移动研究院院长，2015年创立达闼科技，主要从事机器人与人工智能方面的商业开发与运营。。
现任达闼科技创始人兼CEO。

## 生平
1989年，黄晓庆进入美国贝尔实验室，在软件总体设计研究院从事有关异步传输的研究，并结识UT斯达康创始人吴鹰。1994年，他加入Unitech Telecom，1995年成为联合创始人，成立UT斯达康公司，开发了WACOS系统，并主导UT斯达康在移动通信方面的研发。凭借在中国市场的成功，2000年3月3日，UT斯达康在美国纳斯达克成功上市。
2007年，黄晓庆开始担任中国移动通信研究院院长。 
2015年3月，黄晓庆正式从中国移动离职，成立达闼科技有限公司（以下简称“达闼科技”），担任公司CEO兼CTO。目前，达闼科技主要从事云端智能机器人运营级别的安全云计算网络、大型混合人工智能机器学习平台、以及安全智能终端和机器人控制器技术的研究。

### 相关研究
MCS平台;基于XaaS云、VBN网络和终端，具有自主知识产权的移动内联网云服务MCS平台技术。在终端设计上，采用“一片双芯”、虚拟化双操作系统等技术，将安全环境与互联环境严格物理隔离；在网络设计上，达闼天网拥有互联网不可见的独立通道，通过软件定义网络、软件定义边界，以及区块链技术，为智能设备以及机器人提供高速安全的网络服务；在云端，以虚拟私有云的方式提供图像识别、语音识别等云端智能服务。
云端智能机器人架构HARI;基于大规模神经网络、优秀算法及大量训练，融合人工智能与机器智能，用以实现云端大脑的深度自主学习。在HARI架构下，在机器视觉研究方面，达闼科技开发的3D空间识别技术采用深度学习算法，智能分析3D图像画面的基础上，精准判断物体的属性和空间位置。同时，视觉反馈闭环控制、模仿学习、深度强化学习等AI技术可以为机器人本体提供多种基于云端的智能服务，包括场地学习、自主导航、人脸识别、物体识别、自然语言与数据分析等.
SCA柔性执行驱动器;SCA柔性驱动器是目前能机器人最核心零部件之一，以超小的体积 ，实现了高扭力驱动，同时SCA柔性驱动器也参与到机器人对外界环境感知和机器学习中，提升机器人在行动过程中的实际服务能力。

### 个人荣誉
黃曉慶，中华人民共和国“十一五”国家科技计划执行突出贡献奖、2007年度中国手机圈影响力金英奖100人，並曾在2016年获IEEE（美国电子电气工程师协会）CQR主席大奖，是IEEE CQR设立该奖项以来首位获此殊荣的中国企业首席执行官。

## 著作
- 《创新之光-企业专利秘籍》[12]
- 《移动互联网之智能终端安全揭秘》[13]
- 《疯狂科学家大本营》[14]